# 自由席
自由席（じゆうせき）とは、旅客列車や路線バスなど交通機関で、個々の座席を特に定めずに乗車することが出来る座席ないしは、全部又は一部をそのような形式で供される車両、客船、映画館や演劇、音楽公演などで有料の公演・上映を行う際に上演日時・座席を特に定めないで発行する形式、ないしはそういった座席をこう呼ぶ。
自由席では基本的に、乗車人員・入場者の制限がなされておらず、利用者が座席定員を超える場合にはその超過分の利用者は着席できず立席となるか、または搭乗を拒否される。
定員制も個々の座席を利用者に定めていない点で自由席の一形態と言えるが、乗車又は上演の日時・便名・号車が利用者に対して定められ、便・車両・上演日時あたりの利用者が制限され、着席が保障されている点では座席指定席と同様である。

## 鉄道

### 日本
日本の鉄道では、通常は車両ごとに指定席車と自由席車の区分があり、異なる料金が設定されており、指定席車を利用するには座席指定料金が必要である。
鉄道事業者の旅客列車においては座席指定席とは異なり、普通列車（JR旅客各社では快速列車も含む）の普通車または一般車の自由席には運賃のほかに基本的には追加料金は発生せず、料金を要する優等列車の普通車自由席でも、運賃・料金の合計額が普通車指定席利用よりも低価格に設定されている。

#### 旧国鉄・JR旅客各社
JR旅客各社の新幹線・在来線特急列車の普通車利用で、同一距離では、自由席特急料金は指定席特急料金よりも低価格であり、急行列車でも普通車で指定席利用では運賃・急行料金のほか指定席料金も必要だが、普通車自由席は運賃と急行料金のみで利用できる。
JRの新幹線を含む特別急行列車では、2010年（平成22年）時点では、寝台列車と、普通車が全車全席指定となっている一部の列車を除くと、多くの列車の普通車には指定席のほかに自由席も設定され、普通車が全席自由席の列車も存在する。
しかし、これは1965年（昭和40年）までは異例の措置であり、それまでは全車両が座席指定席で、昭和36年白紙ダイヤ改正で各地に登場した特急列車や、1964年（昭和39年）に開業した東海道新幹線も、当時は全列車が全車指定席であった。この名残として、現在でも座席指定を伴う特急券は、単に「特急券」表記であり、特別急行料金には座席指定が含まれていることが明記されている。自由席には自由席料金が別に設定されているが、特急券から○円を割引くという形で表記されている。
なお、寝台車では、横臥して睡眠を取る目的のため利用者への寝台の確保が必須であり、定員制も含めての座席の自由席（つまり自由席寝台）は全く見られない。

##### グリーン車
日本国有鉄道（国鉄）の時代だけでなくJR化後まで、グリーン車に自由席を設定した国鉄・JRの優等列車も急行列車を主体に幾分見受けられた。
旧二等級制度下の名残から、たとえば、東海道新幹線においても「こだま」のグリーン車に指定席のみならず自由席が設定された時期もあった。しかし、現在ではJR優等列車のグリーン車・グリーン席はほぼ全て指定席である。
なお、国鉄時代以来、JR旅客各社のグリーン車は、指定席・自由席共に同一のグリーン料金が適用される。ただし、かつて存在した青函連絡船のグリーン券は指定席と自由席で料金差があり、シートピッチ、リクライニング角度、読書灯とオットマンの有無など、接客設備自体にも差があった。
自由席グリーン車ではグリーン料金が必要ながら定員制ではなく着席が保障されていないものの、満席で着席できなかった場合、グリーン車用定期券での利用を除き乗務員への申し出で証明書の発行を受けることで、グリーン料金の払い戻しを受けられる。また、接客設備の質についても、たとえば展望席など、車両の運用上の差異を除けば、ほぼ同質のものを用いる場合が多い。

#### 私鉄
大手私鉄では、全車に運賃のほか料金を要する優等列車（有料特急）において、普通車に料金の必要な自由席を設定した列車は皆無で、料金の必要な大手私鉄優等列車は全てが全席指定席である。
一方、長野電鉄や富山地方鉄道など、一部の中小私鉄の有料特急列車では、国鉄・JRの急行列車同様に、指定席の利用では運賃と特急料金のほかに指定席料金が必要だが、自由席には運賃と特急料金のみで利用できるものがある。
また、一部の私鉄には優等列車において座席指定席車と自由席車を一つの列車に連結して、通勤需要と着席需要の両方に応える列車もある。名古屋鉄道の特急列車（ミュースカイを除く）と南海電気鉄道の特急列車「サザン」、京阪電気鉄道の特急列車がこれに該当し、指定席利用では運賃のほかに座席指定料金が必要だが、自由席である一般車は運賃のみで利用できる。

### ヨーロッパ
ヨーロッパの鉄道では車両単位ではなく、席ごとに予約が設定されるシステムとなっている。ヨーロッパでは全車指定席の場合を除いて、指定席車と自由席車という区別はなく、予約が入っている席以外は原則自由席である。予約の有無は座席上または窓上の表示灯で誰でもが確認できる。

### アメリカ合衆国
アメリカ合衆国で長距離旅客列車を運営するアムトラックでは、キーストーン・サービスなどごく一部の近距離列車にのみ自由席が設定されており、長距離列車をはじめとする大部分の列車は指定席のみの設定とされているため、事前に列車を指定した乗車券を用意する必要がある。アメリカ西海岸を縦断する長距離列車のコースト・スターライトなどの普通席が自由席となっているとする資料もあるが、これは「座席定員制であって、座席の移動も可能である」ことを意味しており、日本などの列車の「自由席」とは意味するところが異なる。さらにこの「コースト・スターライト」でも乗車時に乗務員から着席する座席を指定（指示）されることもあり
、乗車時には乗務員からの指示内容に注意する必要がある。

## 船舶
旅客船においては、世界を周遊するクルーズ船など領海外へ出る客船はパスポートのチェックが必要なため全室予約制である。内陸や沿岸海域のみを航行する遊覧船や水上バスなどでは定員制としていることが多いが、枡席や大部屋の設定がある船では座席数と定員が合わない事もある（救命胴衣の数や救命ボートの定員とは一致する）。

## 航空機
旅客機では立席が禁止されているため、座席定員を超える乗客を乗せないように全席を事前予約制としている。フライト時間の長い便は、エコノミークラスであっても通常は指定席であるが、近距離便や、コミューター航空会社、格安航空会社などでは座席の事前指定を無くし、定員制の自由席としてる場合が多い。また、シャトル便は全席を定員制の自由席とした定期航空便である。

## バス
路線バスは基本的に全席が定員制の自由席である。高速路線バスの長距離路線（日本では概ね150 km以上）において、多くの路線で座席定員制の自由席あるいは指定席となっている。夜行便は乗客名簿への登録と乗車の照合のため全席指定制である。
昼行便の空港連絡バスでは、空港発は先着順の座席定員制による自由席だが、市街地発は予約制の座席定員制、あるいは座席指定制としている路線（日本のONライナー号、マロニエ号成田線など）もあるなど、柔軟な設定が行われている。